# قانون مورفی (مجموعه تلویزیونی)
قانون مورفی (انگلیسی: Murphy's Law) یک سریال تلویزیونی و محصول بی‌بی‌سی تلویژن دراما است.

## تعدادی از بازیگران
- جیمز نسبیت
- اوون تیال
- مایکل فاسبندر
- رامون تیکارام
- لیام کانینگهام
- فرانسیس مگی
- موری مک‌آرتور
- نایجل ویتمی
- الیزابت درمت والش
- مارک بنتون